# Shell32.dll
Shell32.dll — загальна бібліотека оболонки операційної системи Windows. Shell32.dll містить у собі різні значки, які використовуються в оформленні Windows.
Використовувалася у Windows родини 9x\Me та використовується у Windows родини NT. Місце знахдження: [Ім'я диску]:\[Папка з операційною системою Windows]\папка System32 (у Windows родини NT) або папка SYSTEM(у Windows 9x).

## Зноски
1. ↑  https://renenyffenegger.ch/development/Windows/PowerShell/examples/WinAPI/ExtractIconEx/shell32.html